# Michael Meeks
Pour les articles homonymes, voir Meeks.
Michael Meeks (né le 23 février 1972 à Kingston, en Jamaïque) est un ancien joueur canadien de basket-ball, évoluant au poste d'ailier fort. Il est également de nationalité allemande.